# رومولوس (حوزه سرشماری)، نیویورک
رومولوس (به انگلیسی: Romulus) یک منطقهٔ مسکونی در ایالات متحده آمریکا است که در ایالت نیویورک واقع شده‌است. رومولوس ۱٫۶ کیلومتر مربع مساحت و ۴۰۹ نفر جمعیت دارد و ۲۱۹ متر بالاتر از سطح دریا قرار دارد.